# Thyene tamatavi
Thyene tamatavi là một loài nhện trong họ Salticidae.
Loài này thuộc chi Thyene. Thyene tamatavi được Vinson miêu tả năm 1863.